# 마티아스 캄포스
마티아스 다니엘 캄포스 토로(스페인어: Matías Daniel Campos Toro, 1989년 6월 22일, 칠레 산티아고 ~ )는 칠레의 전 축구 선수이다.